# Nogent-l'Abbesse
Nogent-l'Abbesse är en kommun i departementet Marne i regionen Grand Est (tidigare regionen Champagne-Ardenne) i nordöstra Frankrike. Kommunen ligger i kantonen Beine-Nauroy som tillhör arrondissementet Reims. År 2022 hade Nogent-l'Abbesse 540 invånare.

## Befolkningsutveckling
Antalet invånare i kommunen Nogent-l'Abbesse
| Referens: INSEE |